# Badminton aux Universiades
Le badminton fait sa première entrée officielle aux Universiades de 2007 qui se déroulent à Bangkok, en Thaïlande. N'étant pas un sport obligatoire du programme de la Fédération internationale du sport universitaire (FISU), son apparition au programme officiel revient à chaque organisateur. 

## Tableau des médailles
| Rang  | Nation         | Or | Argent | Bronze | Total |
| ----- | -------------- | -- | ------ | ------ | ----- |
| 1     | Corée du Sud   | 15 | 3      | 3      | 21    |
| 2     | Taipei chinois | 7  | 9      | 17     | 33    |
| 3     | Thaïlande      | 6  | 2      | 14     | 22    |
| 4     | Chine          | 1  | 11     | 7      | 19    |
| 5     | Indonésie      | 1  | 0      | 3      | 4     |
| 6     | Japon          | 0  | 3      | 5      | 8     |
| 7     | Malaisie       | 0  | 1      | 8      | 9     |
| 8     | Russie         | 0  | 1      | 2      | 3     |
| 9     | États-Unis     | 0  | 0      | 1      | 1     |
| TOTAL | TOTAL          | 30 | 30     | 60     | 120   |

## Résultats
| Édition        | Lieu     | Simple messieurs                    | Simple dames                        | Double messieurs                      | Double dames                        | Double mixte                        | Par équipes mixtes                  |
| -------------- | -------- | ----------------------------------- | ----------------------------------- | ------------------------------------- | ----------------------------------- | ----------------------------------- | ----------------------------------- |
| 2007 (détails) | Bangkok  | Boonsak Ponsana                     | Wang Yihan                          | Sudket Prapakamol Patapol Ngernsrisuk | Cheng Wen-hsing Chien Yu-chin       | Yoo Yeon-seong Kim Min-jung         | Thaïlande                           |
| 2011 (détails) | Shenzhen | Suppanyu Avihingsanon               | Cheng Shao-chieh                    | Bodin Issara Maneepong Jongjit        | Jang Ye-na Eom Hye-won              | Shin Baek-cheol Eom Hye-won         | Indonésie                           |
| 2013 (détails) | Kazan    | Tanongsak Saensomboonsuk            | Sung Ji-hyun                        | Ko Sung-hyun Lee Yong-dae             | Jang Ye-na Kim So-young             | Kim Ki-jung Kim So-young            | Corée du Sud                        |
| 2015 (détails) | Gwangju  | Jeon Hyuk-jin                       | Sung Ji-hyun                        | Kim Ki-jung Kim Sa-rang               | Lee So-hee Shin Seung-chan          | Kim Ki-jung Shin Seung-chan         | Corée du Sud                        |
| 2017 (détails) | Taipei   | Wang Tzu-wei                        | Tai Tzu-ying                        | Kim Jae-hwan Seo Seung-jae            | Hsu Ya-ching Wu Ti-jung             | Wang Chi-lin Lee Chia-hsin          | Taipei chinois                      |
| 2019           | Naples   | Non disputé : sport non sélectionné | Non disputé : sport non sélectionné | Non disputé : sport non sélectionné   | Non disputé : sport non sélectionné | Non disputé : sport non sélectionné | Non disputé : sport non sélectionné |